# Riksväg 14, Finland

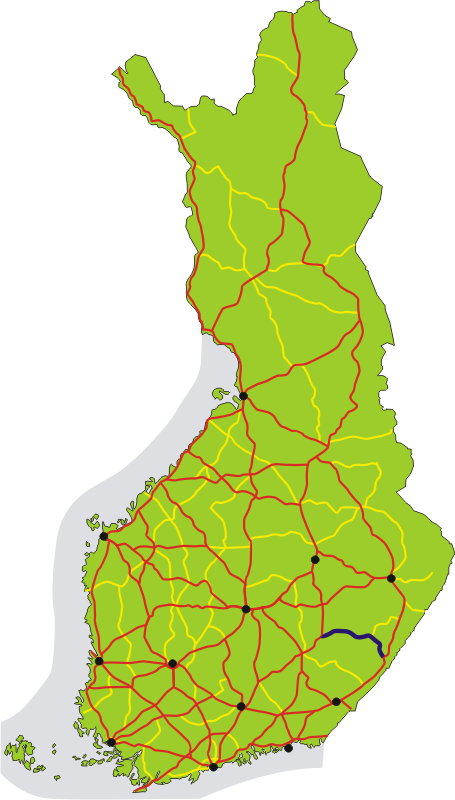
Riksväg 14 markerad med mörkblått på kartan

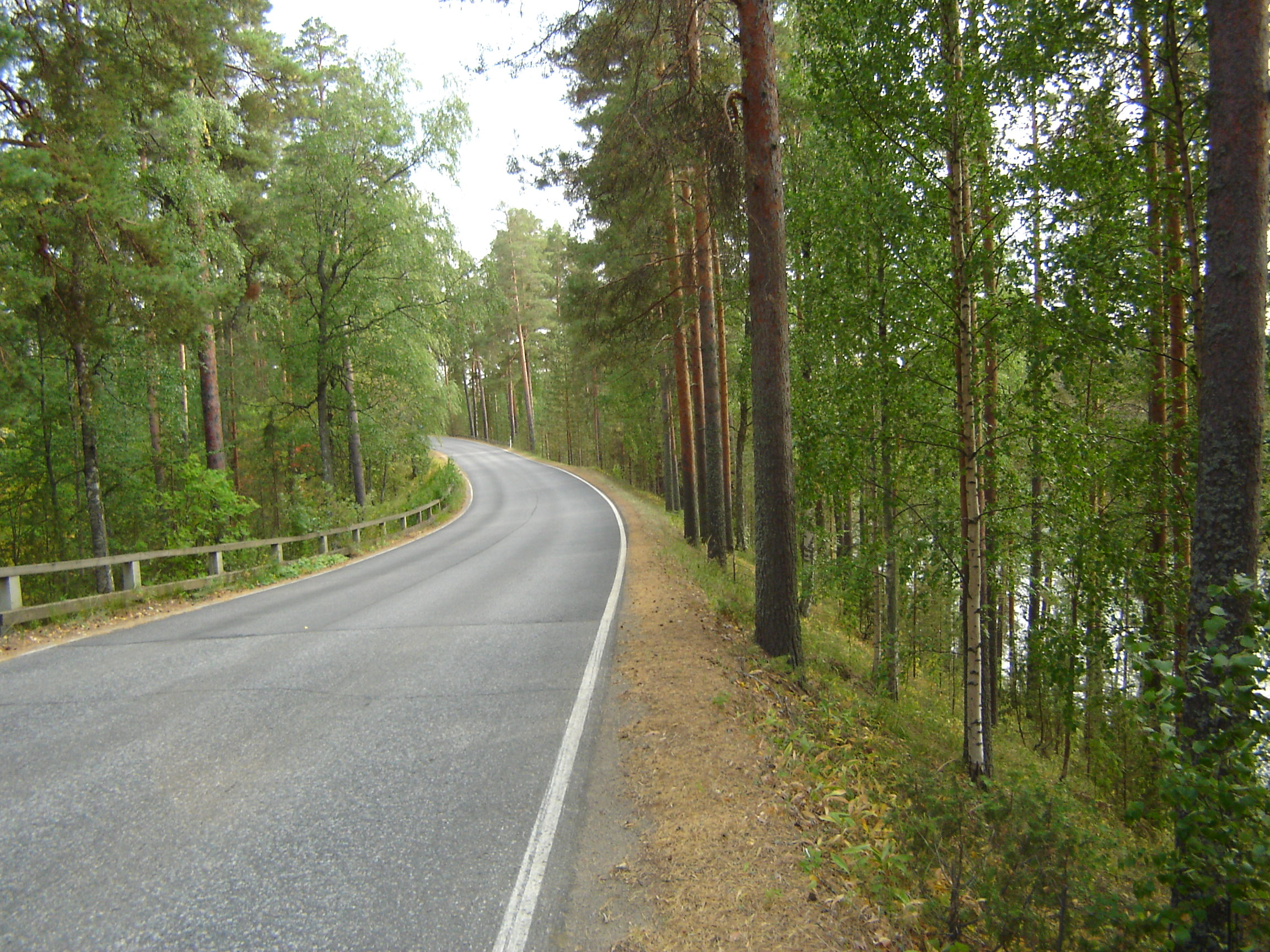
Den gamla sträckningen av Riksväg 14 vid Punkaharju

Riksväg 14 är en av Finlands huvudvägar. Den går från Jockas där den skiljs från riksväg 5 via Nyslott över Punkaharju till Parikkala, där den förenar sig med riksväg 6.